# Méduse
La Méduse è stata una fregata francese a vela del XIX secolo che, nel 1816, si incagliò sulle secche del Banc d'Arguin, vicino a Nouadhibou, in Mauritania (N 20° 55'-W 17° 03'), per grossolana incompetenza del suo comandante, capitano di fregata Hugues Duroy de Chaumareys, i cui unici meriti erano la nobiltà ed un'indiscussa fedeltà al re di Francia.

## La storia
La fregata venne costruita durante le guerre napoleoniche in seguito ad un contratto siglato l'11 marzo 1807, tra lo stato francese e la società Famille Crucy, con sede a Paimbœuf (Loira-Inferiore).
Lo scafo venne varato il 1º luglio 1810; il 26 settembre la nave passò a Mindin, all'estremità dell'estuario della Loira sorvegliato da una flottiglia inglese basata a Hoëdic; all'epoca tutte le basi francesi o i porti che ospitavano un cantiere navale erano sorvegliati da squadre di blocco inglesi. La Méduse, comandata da Joseph François Raoul, riuscì comunque a lasciare l'estuario il 28 dicembre, contemporaneamente alla fregata Nymphe, costruita a Basse-Indre su un altro cantiere della famiglia Crucy.
In rapporto al successivo destino della nave, alcuni fatti furono riportati come "leggende premonitrici". Nella sua Histoire de la Commune de Nantes, Camille Mellinet evoca la «tristezza inesplicabile» che pervase la cerimonia del varo della nave. Durante essa, un marinaio avrebbe detto guardando la polena: «una testa malvagia che ci porterà infelicità».

## Il naufragio
(Jonathan Miles)

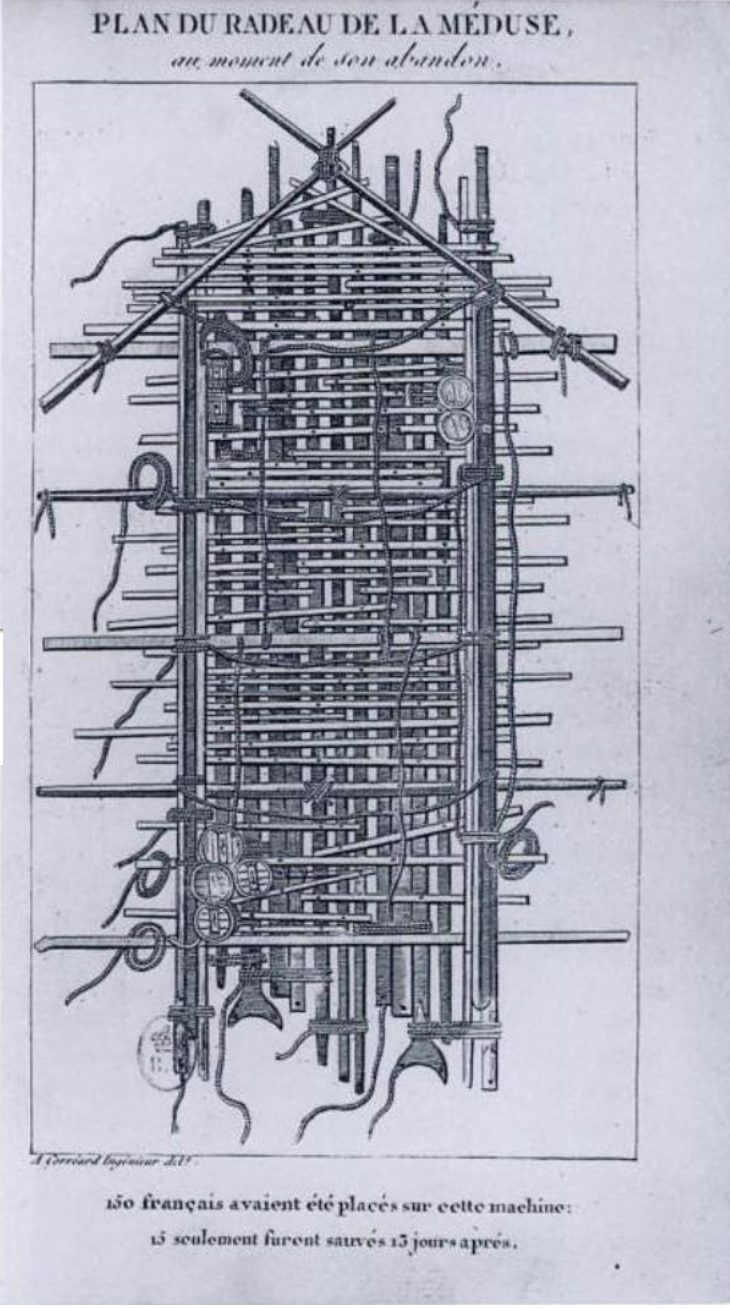
Pianta della Zattera della Medusa al momento del salvataggio da parte del brigantino Argus.

Nel giugno del 1816 la fregata francese Méduse partì da Rochefort in direzione del porto di Saint-Louis, sulle coste del Senegal; insieme a lei presero parte alla spedizione anche tre navi, il fluyt Loire, il brigantino Argus e la corvetta Écho. Hugues Duroy de Chaumareys venne nominato capitano della fregata, nonostante la scarsa esperienza di navigazione. La missione della fregata era quella di accertarsi che l'Inghilterra avesse tenuto fede al trattato di Parigi e avesse abbandonato la colonia del Senegal, all'epoca ritornata tra i possedimenti francesi. Il colonnello Julien-Désiré Schmaltz, insieme alla moglie Reine, era tra i passeggeri della fregata, in quanto era stato nominato governatore della colonia.
Per ammortizzare tempi e costi, la Méduse distaccò le navi compagne e aumentò la sua velocità. A causa di ciò il 2 luglio si incagliò su un banco di sabbia, 160 chilometri al largo dell'attuale Mauritania, dove si trova l'odierno parco nazionale del banco di Arguin, e a 48 chilometri dalla prima costa. A questo si sommò l'inettitudine di Chaumareys, il quale oltre a non disporre di carte nautiche aggiornate, aveva pochissima esperienza e competenza tecnica. Furono fatti dei tentativi per disincagliare la nave, ma nessuno andò a buon fine e così, il 5 luglio, i superstiti iniziarono il viaggio verso la costa sulle sei scialuppe della fregata, ad eccezione di diciassette passeggeri che preferirono rimanere sulla fregata e di cui solo tre sopravvissero fino al 26 agosto, giorno in cui furono ritrovati da una spedizione di salvataggio. I passeggeri eccedevano in numero rispetto alla portata delle scialuppe, e alcuni dovettero essere dirottati su una zattera di fortuna. Il capitano e gli altri passeggeri sulle scialuppe decisero inizialmente di trascinare la zattera, ma dopo pochi chilometri l'imbarcazione affondò parzialmente a causa del peso degli uomini, la cima si ruppe e fu abbandonata al proprio destino. Sulla zattera 20 persone morirono già la prima notte. Al nono giorno i sopravvissuti si diedero al cannibalismo, mentre il tredicesimo giorno, il 17 luglio, dopo che molti erano morti di fame o si erano gettati in mare in preda alla disperazione, i superstiti vennero salvati dal battello Argus; cinque persone morirono la notte seguente.
Lo scandalo scoppiò il 13 settembre seguente, allorché il foglio anti-borbonico Journal des débats, pubblicò una relazione del chirurgo Henry Savigny, sopravvissuto della zattera; egli raccontava del clima di violenza e sopraffazione fra i sopravvissuti. Ma gli avversari del governo sottolinearono innanzitutto la discriminazione sofferta dai non-privilegiati, e poi la circostanza che il comandante de Chaumareys fosse un émigré, rientrato nel 1814. Montarono un affare politico che coinvolse e mise in imbarazzo la monarchia francese, recentemente restaurata dopo la disfatta del 1815 subita da Napoleone.
Sebbene sottoposto a corte marziale, anche per lo sdegno alimentato dai resoconti comparsi sui giornali dell'epoca, il comandante ottenne solo una blanda condanna (fu cancellato dalla lista degli ufficiali, radiato dalla Marina e condannato a tre anni di prigione e al pagamento delle spese processuali; secondo l'articolo 35 della legge 22 agosto 1790 era prevista la pena capitale nel caso in cui il capitano non fosse stato l'ultimo ad abbandonare la nave).

## Retaggio
La vicenda ispirò il pittore Théodore Géricault per il famoso quadro La zattera della Medusa. Jules Verne ne trasse spunto per scrivere il romanzo I naufraghi del Chancellor (1874). La storia del naufragio viene inoltre raccontata nel romanzo Oceano mare di Alessandro Baricco.